# Pipit montagnard
Anthus sylvanus
Espèce
Statut de conservation UICN

LC : Préoccupation mineure
Le Pipit montagnard (Anthus sylvanus) est une espèce de passereaux de la famille des Motacillidae.

## Répartition
Ce taxon se rencontre en Chine, à Hong Kong, en Inde, au Népal et au Pakistan.

## Systématique
Le nom valide complet (avec auteur) de ce taxon est Anthus sylvanus (Hodgson, 1845).
L'espèce a été initialement classée dans le genre Heterura sous le protonyme Heterura sylvana Hodgson, 1845.
Ce taxon porte en français le nom vernaculaire ou normalisé suivant : Pipit montagnard.
Anthus sylvanus a pour synonyme :
- Anthus sylvanus (Blyth, 1845)[1]
- Heterura sylvana Hodgson, 1845[3]